# 熊湖杜父魚
熊湖杜父魚，為輻鰭魚綱鮋形目杜父魚亞目杜父魚科的其中一種。僅分布於美國愛達荷州及猶他州間的熊湖，棲息在湖泊岩石底部，體長可達13公分。目前已被IUCN列為次級保育類動物。

## 擴展閱讀
維基物種上的相關：熊湖杜父魚